# 伊治城
伊治城（いじじょう/これはりじょう/これはるじょう）は、宮城県栗原市にあった城柵。城跡は2003年（平成15年）8月27日に国の史跡に指定され、2005年（平成17年）7月14日に追加指定された。

## 概要
伊治城跡は、奥羽山脈から東に派生する築館丘陵の裾部にある、北上川支流が形成した河岸段丘に立地する、古代東北地方の城柵遺跡である。『続日本紀』によれば、伊治城は神護景雲元年（767年）に設置され、律令政府による古代陸奥国経営の重要拠点の一つであり、国府にあたる多賀城の北方約50キロメートルに位置する。
遺跡の所在地については江戸時代から多くの論争があったが、1977年（昭和52年）から1979年（昭和54年）の宮城県多賀城跡調査研究所、1987年（昭和62年）から現在までの、当時の築館町（現・栗原市）教育委員会による発掘調査で位置が確定され、具体的な内容も明らかになった。また、多賀城跡出土の漆紙文書により、当時は「此治城」と呼んでいたという説も出されている。
遺跡は南北約900メートル、東西約700メートルの範囲にあり政庁、内郭、外郭からなる。存続年代は、8世紀から9世紀にかけてである。政庁は南北約60メートル、東西約55メートルの規模で、内郭中央部に所在する。周囲は基底部幅4メートル弱の築地塀で区画し、南面中央で門を検出している。中央やや北よりに位置する正殿を中心に、前殿、後殿、脇殿を配した構成で、Ⅰ期からⅢ期にわたる変遷がある。内郭は外郭内の東南よりにあり、南北約240メートル、東西約180メートルの規模で、周囲を基底部幅3メートルほどの築地塀で区画する。調査が進んでいる西北部分では、「コ」字形に配した掘立柱建物群を検出しており、実務的官衙と考えられる。外郭は独立した段丘の地形を利用した不整方形をなし、基底部幅8メートル程度の土塁と、幅約10メートルの大溝で周囲を画し、その内部施設としては、主に竪穴建物を検出している。各期の年代は、Ⅰ期が創建から奈良時代後半で、Ⅱ期の終末は、建物が火災によって全て焼失していることから、伊治呰麻呂の乱の発生した宝亀11年（780年）におくことができる。Ⅲ期は宝亀11年（780年）から廃絶までである。
出土遺物には土器、瓦等があるが、外郭南東隅の竪穴建物から出土した中国式の「弩」が注目される。なお出土したのは弩の「機（トリガー）」の部分である。これは我が国初めての発見事例であり、律令時代の兵器の実態を解明する上で貴重な資料である。
伊治城跡は、政庁、内郭、外郭と三重の区画からなり、これは城柵遺跡としては　払田柵跡に類例があるだけの稀少な事例である。また、政庁は儀式的な施設、内郭は実務的な官衙域、外郭は居住域と、それぞれの区画の性格も具体的に明らかになっている。このように、伊治城跡は東北地方における古代律令体制の成立や官衙の構造を具体的に知る上で極めて重要である。